# Labretonie
Labretonie ist eine französische Gemeinde mit 169 Einwohnern (Stand 1. Januar 2022) im Département Lot-et-Garonne in der Region Nouvelle-Aquitaine (vor 2016: Aquitanien). Sie gehört zum Arrondissement Marmande und zum Kanton Tonneins.
Der Name hat seinen Ursprung in einer Kolonie von Bretonen, die sich in der Umgebung während des Baus des Schlosses Bonaguil niedergelassen haben.
Die Einwohner werden Labretoniens und Labretoniennes genannt.

## Geographie
Die Gemeinde Labretonie liegt ca. 16 Kilometer östlich von Marmande in der historischen Provinz Agenais.
Umgeben wird Labretonie von den fünf Nachbargemeinden:
|              | Saint-Barthélemy-d’Agenais                  | Tourtrès           |
| Agmé         | Kompassrose, die auf Nachbargemeinden zeigt |                    |
| Hautesvignes |                                             | Verteuil-d’Agenais |

Labretonie liegt im Einzugsgebiet des Flusses Garonne.
Die Canaule, ein Nebenfluss des Trec de la Greffière, durchquert das Gebiet der Gemeinde zusammen mit ihrem Nebenfluss, dem Rieucaud.

## Geschichte
Im 19. Jahrhundert ist ein Schrein aus Kupfer gefunden worden, der Schmuck, Edelsteine, Barren und Münzen aus der Zeit um 270 enthielt und somit eine Besiedelung während dieser Epoche belegt.
Im Jahre 1217 trat Labretonie auf die Bühne der Geschichte, als das Dorf während des Albigenserkreuzzugs verwüstet wurde. Trotz seiner relativ geringen Größe besaß das Dorf gleich drei Pfarrkirchen im Lauf der Jahrhunderte, was den Stellenwert der Kirche verdeutlicht.

## Einwohnerentwicklung
Nach Beginn der Aufzeichnungen stieg die Einwohnerzahl bis zur Mitte des 19. Jahrhunderts auf einen Höchststand von rund 515. In der Folgezeit sank die Größe der Gemeinde bei kurzen Erholungsphasen bis zur Jahrtausendwende auf rund 160 Einwohner, bevor eine Phase mit moderatem Wachstum einsetzte.
| Jahr      | 1962 | 1968 | 1975 | 1982 | 1990 | 1999 | 2006 | 2016 | 2022 |
| --------- | ---- | ---- | ---- | ---- | ---- | ---- | ---- | ---- | ---- |
| Einwohner | 223  | 186  | 180  | 192  | 169  | 159  | 171  | 176  | 169  |

## Sehenswürdigkeiten

### Pfarrkirche Saint-Martin
Die frühere Pfarrkirche befand sich am Standort des Friedhofs. Sie war in einem verfallenden Zustand, als sie zu Beginn des 19. Jahrhunderts abgerissen und nach Plänen des Architekten des Arrondissements Dupont neu gebaut wurde. Ihr heutiger Platz war von Jacques Delfieux im Jahre 1871 zur Verfügung gestellt worden. Die Arbeiten wurden vom Unternehmer Jean Roumanès unter der Bauleitung von Jacques Delfieux in den Jahren 1872 bis 1876 durchgeführt. Der Helm des Glockenturms, der 1882 erbaut wurde, musste bereits im Jahre 1894 durch Etienne Constantin ausgebessert werden. Das Bauwerk zeigte allerdings Anzeichen von Brüchigkeit. Deshalb wurden 1901 zur Erhöhung der Stabilität Anker unter der Leitung des Architekten Touron aus Marmande verbaut.
Die Kirche ist strukturiert in ein Langhaus mit einem Kirchenschiff und zwei Seitenkapellen, die ein falsches Querschiff bilden, einer Apsis mit abgeschnittenen Ecken und einem frei stehenden Glockenturm mit Vorhalle. Die Wände sind aus Bruchstein aus Tuff, die des Glockenturms sind aus Werksteinen gebaut.
Im Kircheninneren sind Kapitelle mit Blattwerk verziert. Die Namen des Pfarrers Ada und des Bischofs von Agen, Hector-Albert Chaulet-d’Oultremont, die zur Zeit des Neubaus in ihren Ämtern waren, sind auf Schlusssteinen aufgetragen worden. Der erste Schlussstein zeigt ein Winkelmaß und einen Zirkel, der zweite das Wappen des Bischofs Hector-Albert Chaulet-d’Oultremont, der dritte das Wappen des Papstes Pius IX., der vierte ein Ziborium und ein Messbuch, der des Chors schließlich das Agnus Dei.
Keines der Kirchenausstattungsgegenstände der früheren Kirche wurde beim Neubau übernommen, da vor 1806 das Dach des alten Baus eingestürzt war und sie fortan den Witterungseinflüssen ausgesetzt waren. Die gesamte Ausstattung der heutigen Pfarrkirche wurde demnach kurz nach dem Bau neu beschafft. Ein neuer Hauptaltar des Marmorschleifers Charles Rigo wurde 1997 eingeweiht.
13 Glasfenster sind Werke des Glasmalers Joseph Villiet aus Bordeaux, die er 1873 geschaffen hat.
Sie zeigen in den Lanzetten der spitzbogenförmigen Fenster folgende Motive und biblische Personen:
- das Herz Jesu,
- die vier Evangelisten,
- Josef von Nazaret im Todeskampf,
- die Verkündigung des Herrn,
- der heilige Martin von Tours als Bischof,
- der heilige Bernhard von Clairvaux,
- die heilige Philomena von Rom,
- die heilige Germana Cousin,
- der heilige Paulus und
- der Apostel Petrus.[6]

### Pfarrkirche Saint-Jean
Die Kirche mit ihrem inzwischen aufgegebenen Friedhof liegt im Weiler Saint-Jean auf einer leichten Anhöhe. Die Wände des Chors und der Nordseite des Langhauses sind von schmalen, runden Lichtöffnungen durchbrochen. Dies lässt auf einen Bau im 12. oder im frühen 13. Jahrhundert schließen. Die Wände der Apsis sind aus Bruchsteinen aus Tuff, die des Langhauses aus Werksteinen erbaut. Die Westfassade besitzt einen Glockengiebel an ihrer Spitze und wird mit zwei Strebepfeilern verstärkt. Ihr eingelassenes rundbogenförmige Eingangsportal ist mit einer Stabornamentik verziert. Die Fassade ist während einer Restaurierung im 17. Jahrhundert entstanden. In jüngster Zeit sind Ausbesserungen an den Nord- und Südwänden des Langhauses vorgenommen worden. Im Inneren trennen Blendsäulen den Chor vom Kirchenschiff.

### Pfarrkirche Saint-Vincent
Die Kirche befindet sich auf einer Geländestufe unweit einer Quelle und dem alten Weg von Saint-Barthélemy-d’Agenais nach Verteuil-d’Agenais. Das westliche Eingangsportal zeigt anhand seiner Stabornamentik der Archivolten, dass die Kirche nicht früher als im 16. Jahrhundert errichtet wurde. Die Wände sind aus Werksteinen aus Tuff mit einer Außenverkleidung aus schachbrettartig angeordneten Tuff- und Backsteinen an der Außenwand des Langhauses. Die Apsis besitzt abgeschnittene Ecken. Die Westfassade ist durch zwei Strebepfeiler verstärkt und mit einem dreieckigen Glockengiebel mit einer Öffnung für die Glocke bekrönt. Die Jahreszahlen „1764“ und „1765“ sind wie verschiedene andere Graffiti auf Steinen der Fassade und der Nordseite des Chors eingraviert. Die Bronzeglocke aus dem Jahre 1831 wurde 1834 gekauft, nur wenig später nach der Ausbesserung des Gebäudes. Das Ziegeldach der Kirche ist eingefallen, und die südlich gelegene Sakristei ist zerstört.

## Wirtschaft und Infrastruktur
Die Landwirtschaft ist einer der wichtigsten Wirtschaftsfaktoren der Gemeinde.

### Verkehr
Labretonie wird von der Route départementale 314 durchquert.